# Okręg Pontarlier
Okręg Pontarlier (fr. Arrondissement de Pontarlier) – okręg we wschodniej Francji. Populacja wynosi 106 tysięcy.

## Podział administracyjny
W skład okręgu wchodzą następujące kantony:
- Levier,
- Montbenoît,
- Morteau,
- Mouthe,
- Pierrefontaine-les-Varans,
- Pontarlier,
- Russey,
- Vercel-Villedieu-le-Camp.